# Hiérarchie dans l'ordre hospitalier du Saint-Esprit
Pour l’article homonyme, voir Ordre du Saint-Esprit.

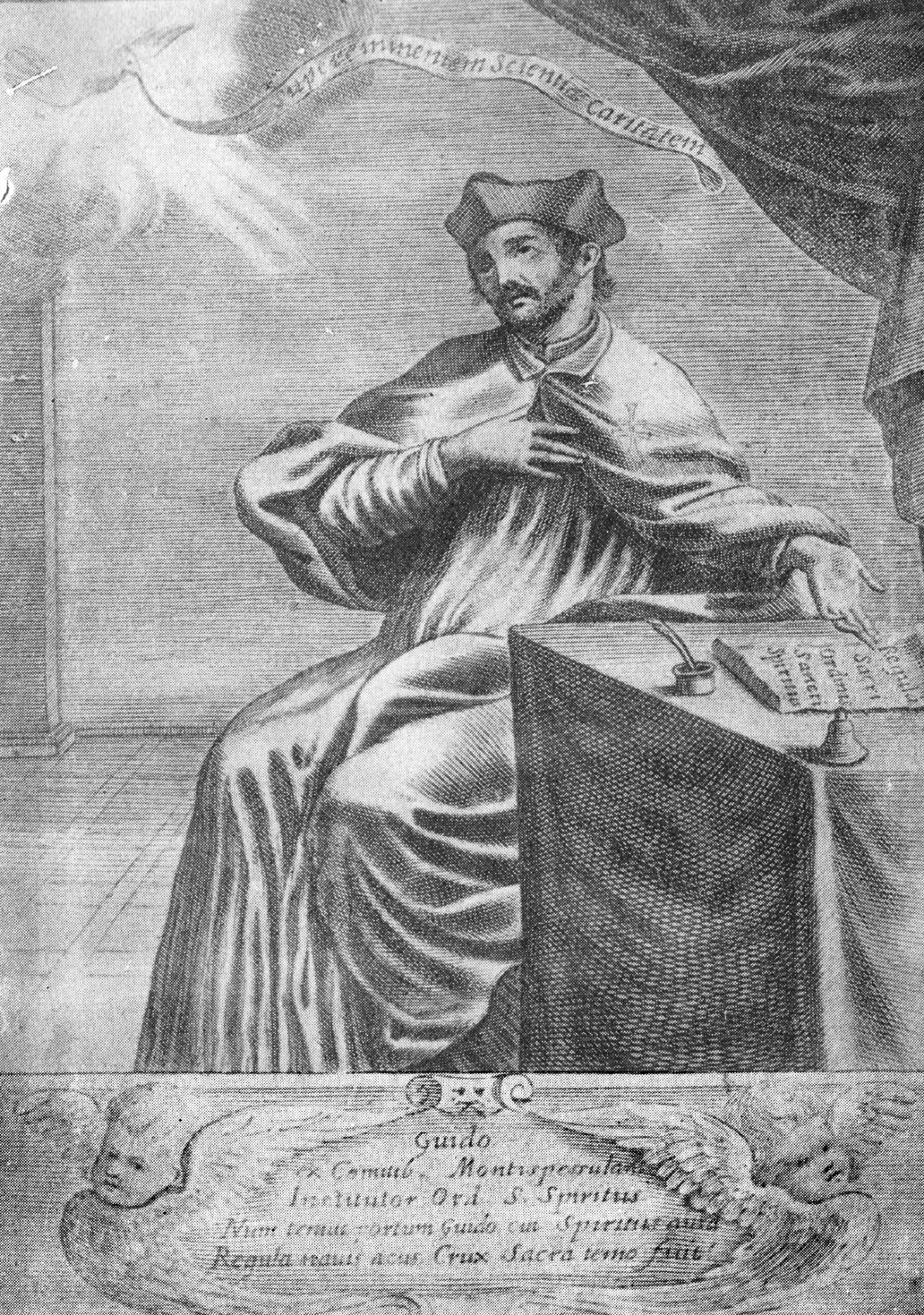
Guy de Montpellier, fondateur de l'ordre des Hospitaliers du Saint-Esprit et de la Confrérie de l'Arche

L’ordre des Hospitaliers du Saint-Esprit (Ordo sancti Spiritus) connu aussi sous le nom de Frères hospitaliers (ou ordre du Saint Esprit de Montpellier) a été fondé à Montpellier vers 1180, par Guy de Montpellier dans le but « d'accueillir les enfants abandonnés, les pauvres et les malades. » L'ordre a été reconnu officiellement par le pape Innocent III le 23 avril 1198.

Voir l'article principal: ordre des Hospitaliers du Saint-Esprit

La hiérarchie et les compétences des principaux responsables de l'ordre sont précisées dans cet article

## Le cardinal protecteur
Afin de rendre la protection du pape plus réelle, et aussi parce que la maison de Sainte-Marie in Saxia était dotée des revenus de l'Église romaine, 
le pape lui donna un cardinal protecteur chargé de veiller sur ses intérêts. 
Ce protecteur, que l'Ordre était tenu de demander au Saint-Siège, lorsqu'il venait à en être dépourvu, exerçait une juridiction véritable et effective. 

## Le grand maître
Le grand maître était le chef de l'ordre entier. Il était élu par la communauté de l'hôpital de Sainte-Marie. Le « mérite de la vie et la sagesse de la doctrine » devaient seuls diriger le choix des frères, sans égard à la noblesse ni à l'éclat de la naissance. 
En entrant en charge, le grand maître prêtait un serment solennel, renfermant l'énumération complète des devoirs de la charge éminente qu'il assumait; en voici la formule, que la règle nous a transmise : « Moi, N., grand maître de l'hôpital du Saint-Esprit, je jure et je promets d'administrer en bonne foi les affaires dudit hôpital, pour la gloire de Dieu et l'utilité de cette maison, pour le soulagement des pauvres et des malades, auxquels, avec l'aide de Dieu, je consacrerai toute ma sollicitude, m'efforçant de la faire partager à tous mes frères. Je n'emploierai jamais les aumônes et les revenus de l'hôpital à d'autres usages qu'à ceux auxquels ils sont particulièrement destinés, savoir : le soutien des pauvres, des malades, des étrangers et de la famille; je ne détournerai rien en fraude pour le distribuer à d'autres maisons ou à d'autres personnes. Je n'aliénerai non plus, sous aucun prétexte, les possessions ou les titres dudit hôpital, sans avoir consulté le souverain pontife, à qui je serai obéissant et fidèle en toute chose. Et qu'ainsi Dieu et les saints Évangiles me soient en aide. Amen»
La dignité de grand maître de l'ordre du Saint-Esprit devint considérable ; les souverains pontifes lui annexèrent de hautes prérogatives, en reconnaissance des services rendus par l'Ordre. Le grand maître avait à la cour pontificale le droit de préséance sur tous les Supérieurs généraux d'ordre, et il exerçait ce droit en siégeant à leur tète immédiatement après les abbés, dans les conciles et les cérémonies pontificales . 
De nombreuses réclamations s'élevèrent contre un droit qui paraissait exorbitant, chez un religieux qui n'était pas nécessairement revêtu du sacerdoce; mais toujours les papes donnèrent raison au grand maître, en maintenant ses privilèges. 
Cette dignité était rehaussée par les qualités éminentes et l'illustre extraction du plus grand nombre de ceux qui en furent revêtus; les plus nobles familles s'honoraient d'y compter des représentants. Douze cardinaux, plusieurs légats, bon nombre d'archevêques et d'évêques, le pape Paul II, ont rempli les fonctions de grand maître, et les noms célèbres des Conty, des Orsini, des Aquaviva, des Aldobrandini, des Spinola, des Doria et des Polignac, sont inscrits sur les registres commendataires de l'Ordre. 

## Le vicaire général du grand maître
Les intérêts généraux de l'Ordre, les soins multiples d'une vaste administration — quelquefois même des missions concernant le bien général de l'Église — obligeaient le grand maître à des absences fréquentes et prolongées ; il lui fallait donc à Rome un suppléant, qui possédât, en vertu de sa charge, des pouvoirs assez étendus pour administrer l'Ordre en son absence. Ce suppléant était le Vicaire Général du grand maître. 
Le vicaire général n'était primitivement élu que dans le cas d'une absence du grand maître. Les progrès de l'Ordre et la multiplicité des affaires firent que, dans la suite, cette dignité devint permanente; on la 
confiait aux Maîtres ou Camériers de la Maison de Sainte-Marie in Saxia et cet usage s'est toujours maintenu dans la suite. 

## Les visiteurs généraux
Il ne parait pas que cette charge ait existé tout d'abord dans l'Ordre. Le nombre des établissements étant alors peu considérable. 
Le premier dont le nom nous soit connu, est frère Jean Monette, recteur de la maison conventuelle d'Auray: « visiteur de toutes les maisons de l'ordre archihospitalier du Saint-Esprit, immédiatement soumises au grand maître dudit ordre ». Son acte de visite, le plus ancien qui ait été conservé, est daté de l'année 1289. Il était nommé indifféremment Visiteur ou Vicaire du grand maître ; mais il ne faut pas le confondre avec le vicaire 
général. 
Les pouvoirs du visiteur étaient très étendus: il inspectait les maisons, se faisait rendre un compte exact des revenus et des dépenses, tenait la main à ce que la chapelle et ses ornements fussent toujours décents et dignes; visitait les salles des malades, recevait les plaintes des frères contre les prieurs et avait pleine autorité pour corriger et amender tout ce qu'il trouvait en opposition avec la règle. 

## Les procureurs généraux
Nous trouvons la mention de ces dignitaires dans les actes de frère Jean Monette, de 1308 et 1319. 
On y voit que, au chapitre général annuel tenu par ce visiteur général, chapitre auquel assistaient les commandeurs des maisons-mères de toute la France, il est nommé un procureur général, qui doit prendre soin des affaires matérielles de tous les hôpitaux de France ; l'assemblée lui donne blanc-seing pour les dépenses qu'il 
jugera nécessaires au bien de l'Ordre. Comme nous n'avons pas trouvé d'autres mentions de ces officiers, nous ne pourrions dire s'ils ont subsisté longtemps. 

## Les chapitres
L'assemblée des frères, ou chapitre, était le lien qui unissait entre eux les membres des maisons, ou des provinces ou de l'ordre entier. 
L'Archihôpital romain avait, lui aussi, de même que les maisons magistrales, son assemblée annuelle: c'était le célèbre chapitre de la Pentecôte. Les intérêts de l'hôpital de Sainte-Marie in Saxia lui étaient soumis d'abord, puis il 
s'occupait des affaires de l'ordre entier. 
Lorsque les commandeurs manquaient au chapitre, sans s'être fait excuser, ils étaient menacés d'excommunication: frère Pierre Mathieu, recteur de Montpellier, reçut un monitoire pour le chapitre de 1450 (Arch. du Saint- 
Esprit in Saxia, lib. 20). En 1448, les maîtres des hôpitaux d'Allemagne furent aussi menacés d'excommunication, s'ils n'assistaient pas à ce même chapitre. 
La règle prescrivait soigneusement le détail de ces assises solennelles: « Lorsque les frères seront réunis, que le prieur sorte en procession de l'église, accompagné d'un diacre et d'un sous-diacre revêtus. Arrivé dans la salle du 
chapitre il entonnera le Veni creator Spiritus, fléchissant trois fois le genou avec les frères et répétant à chaque fois ce même verset ; puis on achèvera l'hymne. Ensuite le diacre chantera l'Evangile selon S. Mathieu : Cum venerit Dominus in sede majestatis suœ, et la procession retournera à l'église, tandis que les frères demeureront au chapitre. » 
Le chapitre ainsi ouvert, le prieur ou l'un des frères prononçait une exhortation et le grand maître expliquait la règle et recevait le produit des quêtes et des dons apportés par les frères. Puis après avoir reçu la démission de tous les dignitaires de l'hôpital romain, il les soumettait l'un après l'autre à un sévère examen. 
Le chapitre jugeait les plaintes qui lui étaient soumises. 
Venait ensuite le choix des dignitaires. Le grand maître, 
accompagné de quelques frères, se retirait à part et choisissait les divers officiers : l'hospitalier, le prieur, le camérier, le trésorier, et les administrateurs des dépendances.

## Les commandeurs
Apparu au XIIe siècle, puis plus largement au XIVe avec la forte expansion de l'ordre, le titre de commandeur était réservé aux dirigeants de chacune des maisons magistrales : commanderies magistrales. D'eux dépendaient plusieurs maisons moindres de l'ordre. Même certaines maisons composées de plusieurs membres dépendaient d'une commanderie.
Aux XIVe et XVe siècles ils étaient plus de 30 en France, dont certains étaient pourtant recteurs de maisons non magistrales.
Les 20 principales commanderies de France furent :
- Auray, la plus importante à la tête de 29 hôpitaux, dont 4 avaient, elles aussi, de nombreuses dépendances : au total, 50 maisons relevant de son autorité (bien que située en Bretagne, Auray avait des maisons jusqu'en Bourgogne et en Provence : ses possessions étaient trop disséminées et elles se rendirent rapidement indépendantes).
- Besançon : 34 dépendances et un certain nombre de maladreries. Plus heureuse que la maison d'Auray, elle sut faire respecter son autorité jusqu'à la fin; le commandeur de Besançon jouit à peu près invariablement de la charge de vicaire et visiteur général des pays ultramontains, honneur qui marque sa situation prépondérante.
- la commanderie de Steffansfeld en Alsace, qui avait en France la plupart de ses dépendances, au nombre de 20.
- Angers : 18 maisons
- Saulx : 9, dont 4 hôpitaux et 5 maladreries,
- Dijon : 8 dont la principale, Angers, se détacha plus tard pour former « une province à elle seule »[11]
- Montpellier fut éclipsé de très bonne heure par Auray et Besançon : 7 maisons seulement demeurèrent sous sa juridiction immédiate.
- Marseille et Aix : 7 maisons chacune.
- Agen, Bordeaux, Aix, Montauban, Nîmes, Toulouse, Fréjus, Toulon : 4 maisons chacune.
- Clermont, Angoulême, Draguignan et d'autres encore : 2 maisons chacune.

## Les recteurs
Chacune des maisons de l'Ordre, fondées sur le modèle de celle de Sainte-Marie in Saxia, avait à sa tête un frère appelé Recteur (parfois Maître ou Précepteur).
Les recteurs recevaient leur autorité du grand maître, dont ils étaient les remplaçants 
Le recteur était révocable à la volonté du grand maître.  Le recteur avait la mission de pourvoir aux besoins des pauvres et des malades, ainsi que des frères et des sœurs. Son autorité était la même, dans chaque maison particulière, que celle du grand maître dans la maison de Sainte-Marie: mais s'il lui arrivait d'aller sciemment contre la volonté du grand maître. il était dépouillé de l'habit de l'Ordre, déclaré 
parjure et excommunié. 

## Les prieurs
A eux revenait l'indépendance spirituelle des maisons. 
Ils partageaient en quelque sorte le premier rang avec les recteurs car ils présidaient toutes les cérémonies religieuses.

## Les camériers
Les recteurs, lorsque leur grand âge ou l'importance de leur charge le requérait, pouvaient se faire donner par le chapitre un Vicaire ou Coadjuteur mais cet emploi n'était pas habituel, et on choisissait pour le remplir un frère déjà pourvu d'autres charges, par exemple, le Camérier. 
La fonction de celui-ci, en raison de son importance, ne devait jamais vaquer : il avait pleine puissance pour administrer la maison et pourvoir aux nécessités des frères, des sœurs et des pauvres, mais avec l'avis du maître et du chapitre. 
Le camérier avait une des trois clefs du coffre qui contenait les revenus. Ce trésor était placé dans le dortoir commun, auprès de son lit, étant plus en sûreté sous la garde de tous, que dans une chambre particulière; mais 
il n'en pouvait rien tirer lui-même; le recteur et le chapitre, qui détenaient les deux autres clefs, lui remettaient à certains intervalles les sommes nécessaires aux dépenses courantes. 

## Les cellériers
Le cellérier était chargé exclusivement de l'office. Les approvisionnements et le service de la table des malades, des hôtes, des pauvres et de tout le personnel, étaient de son ressort.

## Sources et références
1. 1 2  A. Montandon (2001), p. 185
2. ↑  J. Rouquette et A. Villemagne (1911-1914) p. 244
3. ↑  L. Guibert (1905) p. 56
4. ↑  L'Art de vérifier les dates (1819) lire en ligne sur Gallica
5. ↑  Joann. Paul. Mercanti, Diario, 1598, die 30 Januar.
6. ↑  Paul Brune, p. 73
7. ↑  Mgr Paulinier, Idée générale de l'ordre du Saint-Esprit de Montpellier, MDCCXLIH, p. 45
8. 1 2  P. Brune ; page 442
9. ↑  P. Brune; page 230
10. ↑  P. Brune; pages 230 et 231
11. ↑  P. Brune; page 232